# Zhu Weiwei
Zhu Weiwei, född 22 maj 1990, är en kinesisk roddare.
Zhu Weiwei tävlade för Kina vid olympiska sommarspelen 2012 i London, där hon tillsammans med Wang Min slutade på 4:e plats i dubbelsculler.
Vid olympiska sommarspelen 2016 i Rio de Janeiro slutade Zhu Weiwei tillsammans med Lü Yang på 11:e plats i dubbelsculler.